# ESL Meisterschaft/Ergebnisliste
Diese Seite listet die Ergebnisse der ESL Meisterschaft und deren Vorgänger im deutschsprachigen Raum in den wichtigsten gespielten Disziplinen auf. Bei Spielen, die im Einzel ausgetragen wurden, sind die Spieler mit ihren Nicknamen und in den Disziplinen StarCraft II und Hearthstone: Heroes of Warcraft mit Clantag aufgeführt. Die Flaggen beziehen sich bei Einzelspielern auf das Herkunftsland der Spieler; bei Teams auf das Herkunftsland des Großteils der Spieler (und nicht etwa auf den Hauptsitz der Organisation).

## Deutschland

### Überblick
|                                 | 2002  | 2003  | 2003  | 2004  | 2004  | 2005  | 2005  | 2006  | 2006  | 2007   | 2007   | 2008   | 2008   | 2009   | 2009   | 2010   | 2010   | 2011   | 2011   | 2012   | 2012   | 2012   | 2013   | 2013   | 2013   | 2014   | 2014   | 2014   | 2015 | 2015 | 2015 | 2016 | 2016 | 2016   | 2017   | 2017   | 2017   |
| Saison                          | I     | II    | III   | IV    | V     | VI    | VII   | VIII  | IX    | X      | XI     | XII    | 13     | 14     | 15     | 16     | 17     | 18     | 19     | 20     | 21     | 22     | 23     | 24     | 25     | 26     | 27     | 28     | 29   | 30   | 31   | 32   | 33   | 34     | 35     | 36     | 37     |
| ------------------------------- | ----- | ----- | ----- | ----- | ----- | ----- | ----- | ----- | ----- | ------ | ------ | ------ | ------ | ------ | ------ | ------ | ------ | ------ | ------ | ------ | ------ | ------ | ------ | ------ | ------ | ------ | ------ | ------ | ---- | ---- | ---- | ---- | ---- | ------ | ------ | ------ | ------ |
| Battlefield                     |       |       |       |       |       |       |       |       |       |        |        |        |        |        |        |        |        |        |        |        |        |        |        |        |        |        |        |        |      |      |      |      |      |        |        |        |        |
| Call of Duty                    |       |       |       |       |       |       |       |       |       |        |        |        |        |        |        |        |        |        |        |        |        |        |        |        |        |        |        |        |      |      |      |      |      |        |        |        |        |
| Command & Conquer               |       |       |       |       |       |       |       |       |       |        |        |        |        |        |        |        |        |        |        |        |        |        |        |        |        |        |        |        |      |      |      |      |      |        |        |        |        |
| Counter-Strike                  |       |       |       |       |       |       |       |       |       |        |        |        |        |        |        |        |        |        |        |        |        |        |        |        |        |        |        |        |      |      |      |      |      |        |        |        |        |
| Dawn of War                     |       |       |       |       |       |       |       |       |       |        |        |        |        |        |        |        |        |        |        |        |        |        |        |        |        |        |        |        |      |      |      |      |      |        |        |        |        |
| FIFA                            |       |       |       |       |       |       |       |       |       |        |        |        |        |        |        |        |        |        |        |        |        |        |        |        |        |        |        |        |      |      |      |      |      |        |        |        |        |
| Hearthstone                     |       |       |       |       |       |       |       |       |       |        |        |        |        |        |        |        |        |        |        |        |        |        |        |        |        |        |        |        |      |      |      |      |      |        |        |        |        |
| Jedi Knight 2                   |       |       |       |       |       |       |       |       |       |        |        |        |        |        |        |        |        |        |        |        |        |        |        |        |        |        |        |        |      |      |      |      |      |        |        |        |        |
| League of Legends               |       |       |       |       |       |       |       |       |       |        |        |        |        |        |        |        |        |        |        |        |        |        |        |        |        |        |        |        |      |      |      |      |      |        |        |        |        |
| Live for Speed                  |       |       |       |       |       |       |       |       |       |        |        |        |        |        |        |        |        |        |        |        |        |        |        |        |        |        |        |        |      |      |      |      |      |        |        |        |        |
| Nascar                          |       |       |       |       |       |       |       |       |       |        |        |        |        |        |        |        |        |        |        |        |        |        |        |        |        |        |        |        |      |      |      |      |      |        |        |        |        |
| Quake                           |       |       |       |       |       |       |       |       |       |        |        |        |        |        |        |        |        |        |        |        |        |        |        |        |        |        |        |        |      |      |      |      |      |        |        |        |        |
| Schlacht um Mittelerde          |       |       |       |       |       |       |       |       |       |        |        |        |        |        |        |        |        |        |        |        |        |        |        |        |        |        |        |        |      |      |      |      |      |        |        |        |        |
| StarCraft                       |       |       |       |       |       |       |       |       |       |        |        |        |        |        |        |        |        |        |        |        |        |        |        |        |        |        |        |        |      |      |      |      |      |        |        |        |        |
| TrackMania                      |       |       |       |       |       |       |       |       |       |        |        |        |        |        |        |        |        |        |        |        |        |        |        |        |        |        |        |        |      |      |      |      |      |        |        |        |        |
| Warcraft 3                      |       |       |       |       |       |       |       |       |       |        |        |        |        |        |        |        |        |        |        |        |        |        |        |        |        |        |        |        |      |      |      |      |      |        |        |        |        |
| World in Conflict               |       |       |       |       |       |       |       |       |       |        |        |        |        |        |        |        |        |        |        |        |        |        |        |        |        |        |        |        |      |      |      |      |      |        |        |        |        |
| World of Tanks                  |       |       |       |       |       |       |       |       |       |        |        |        |        |        |        |        |        |        |        |        |        |        |        |        |        |        |        |        |      |      |      |      |      |        |        |        |        |
| Gesamt-Preisgeld (in Tausend €) | 80    | 80    | 80    | 80    | 100   | 100   | 120   | 140   | 169   | 168    | 168    | 168    | 165    | 130    | 129    | 129    | 122    | 112    | 102    | 70     | 62     | 45     | 33     | 33     | 38     | 38     | 38     | 38     | 44   | 44   | ??   | ??   | ??   | 38     | 49     | 53     | 63     |
| Links                           | [ 1 ] | [ 2 ] | [ 3 ] | [ 4 ] | [ 5 ] | [ 6 ] | [ 7 ] | [ 8 ] | [ 9 ] | [ 10 ] | [ 11 ] | [ 12 ] | [ 13 ] | [ 14 ] | [ 15 ] | [ 16 ] | [ 17 ] | [ 18 ] | [ 19 ] | [ 20 ] | [ 21 ] | [ 22 ] | [ 23 ] | [ 24 ] | [ 25 ] | [ 26 ] | [ 27 ] | [ 28 ] |      |      |      |      |      | [ 29 ] | [ 30 ] | [ 31 ] | [ 32 ] |

### Counter-Strike
Counter-Strike 1.6
| #    | Auflage     | Platz 1         | Platz 2        | Platz 3            | Platz 4            |
| ---- | ----------- | --------------- | -------------- | ------------------ | ------------------ |
| I    | Winter 2002 | mousesports     | mTw            | Ping of Death      | Schroet Kommando   |
| II   | Summer 2003 | a-Losers        | mousesports    | Team Relentless    | mTw                |
| III  | Winter 2003 | mousesports     | High FiDelity  | a-Losers           | pandora            |
| IV   | Summer 2004 | Ocrana          | mousesports    | aTTaX              | a-Losers           |
| V    | Winter 2004 | mousesports     | Ocrana         | Team64             | mTw                |
| VI   | Summer 2005 | Ocrana          | DkH            | plan-B             | EFF-KULT           |
| VII  | Winter 2005 | mousesports     | mTw            | SK Gaming          | Ocrana             |
| VIII | Summer 2006 | aTTaX           | mousesports    | ID Gaming          | mTw                |
| IX   | Winter 2006 | mousesports     | a-Losers       | aTTaX              | SK Gaming          |
| X    | Summer 2007 | aTTaX           | mousesports    | pod virtual gaming | 360 eSports        |
| XI   | Winter 2007 | Alternate aTTaX | mousesports    | Team Xilence XQ    | TBH                |
| XII  | Summer 2008 | mousesports     | n!faculty      | Team Alternate     | pod virtual gaming |
| 13   | Winter 2008 | mousesports     | n!faculty      | Team Alternate     | TBH                |
| 14   | Summer 2009 | mousesports     | Team Alternate | n!faculty          | You Don’t Know Me  |
| 15   | Winter 2009 | mousesports     | Team Alternate | mystical lambda    | n!faculty          |
| 16   | Summer 2010 | mousesports     | Team Alternate | n!faculty          | TBH                |
| 17   | Winter 2010 | mousesports     | Team Alternate | TBH                | n!faculty          |
| 18   | Summer 2011 | mousesports     | ESC Gaming     | Team Hardware4u    | Team Alternate     |
| 19   | Winter 2011 | mousesports     | ESC Gaming     | Team Alternate     | myRevenge e.V.     |
| 20   | Spring 2012 | mousesports     | myRevenge      | Team Alternate     | DkH                |
| 21   | Summer 2012 | dotpiXels e.V.  | Team Alternate | DkH                | myRevenge e.V.     |

Counter-Strike Source
| #   | Auflage     | Platz 1          | Platz 2         | Platz 3        | Platz 4          |
| --- | ----------- | ---------------- | --------------- | -------------- | ---------------- |
| IX  | Winter 2006 | Team Dignitas    | n!faculty       | SPEED-LINK     | ?                |
| X   | Summer 2007 | aTTaX            | n!faculty       | TRIAD          | ?                |
| XI  | Winter 2007 | n!faculty        | Alternate aTTaX | SPEED-LINK     | mTw              |
| XII | Summer 2008 | Team Alternate   | SPEED-LINK      | hoorai         | mTw              |
| 13  | Winter 2008 | mTw              | Team Alternate  | bomk           | hoorai           |
| 14  | Summer 2009 | mTw              | hoorai          | Team Alternate | Team Thermaltake |
| 15  | Winter 2009 | Team Alternate   | hoorai          | mTw            | Team Thermaltake |
| 16  | Summer 2010 | Team Thermaltake | Team Alternate  | mTw            | Snogard Dragons  |
| 17  | Winter 2010 | mTw              | Snogard Dragons | SK Gaming      | Team Alternate   |
| 18  | Summer 2011 | mTw              | Team gamed!de   | SPEED-LINK     | Snogard Dragons  |
| 19  | Winter 2011 | mousesports      | Team Alternate  | mTw            | Team Thermaltake |
| 20  | Spring 2012 | Team Alternate   | n!faculty       | mTw            | logiX e.V.       |
| 21  | Summer 2012 | mTw              | n!faculty       | Team Alternate | Tera Gaming      |

Counter-Strike Global Offensive
| #  | Auflage     | Platz 1            | Platz 2           | Platz 3                               | Platz 4                               |
| -- | ----------- | ------------------ | ----------------- | ------------------------------------- | ------------------------------------- |
| 22 | Winter 2012 | Team Alternate     | n!faculty         | mousesports                           | Team gamed!de                         |
| 23 | Spring 2013 | n!faculty          | dotpiXels         | mousesports                           | Team Alternate                        |
| 24 | Summer 2013 | Playing Ducks      | EnRo Griffins     | Team Alternate                        | Druckwelle                            |
| 25 | Winter 2013 | mousesports        | EnRo Griffins     | ex-3DMAX / Playing Ducks              | ex-3DMAX / Playing Ducks              |
| 26 | Spring 2014 | Team Wild Fire     | mousesports       | EnRo Griffins / Team Alternate        | EnRo Griffins / Team Alternate        |
| 27 | Summer 2014 | Planetkey Dynamics | mousesports       | mTw / Playing Ducks                   | mTw / Playing Ducks                   |
| 28 | Winter 2014 | Planetkey Dynamics | mousesports       | dotpiXels / Key-Preisvergleich.de     | dotpiXels / Key-Preisvergleich.de     |
| 29 | Spring 2015 | mousesports        | Killerfish eSport | Playing Ducks / Key-Preisvergleich.de | Playing Ducks / Key-Preisvergleich.de |
| 30 | Summer 2015 | mousesports        | PENTA Sports      | Planetkey Dynamics / UX Gaming        | Planetkey Dynamics / UX Gaming        |
| 31 | Winter 2015 | PENTA Sports       | KILLERFISH eSport | Planetkey Dynamics / BLUEJAYS         | Planetkey Dynamics / BLUEJAYS         |
| 32 | Spring 2016 | LeiSuRe            | Alternate Attax   | FAB Games eSport / PENTA Sports       | FAB Games eSport / PENTA Sports       |
| 33 | Summer 2016 | PENTA Sports       | Euronics Gaming   | Alternate Attax / PANTHERS            | Alternate Attax / PANTHERS            |
| 34 | Winter 2016 | Alternate Attax    | Euronics Gaming   | DIVIZON / PENTA Sports                | DIVIZON / PENTA Sports                |
| 35 | Spring 2017 | BIG                | Alternate Attax   | Panthers Gaming / Planetkey Dynamics  | Panthers Gaming / Planetkey Dynamics  |
| 36 | Summer 2017 | Panthers Gaming    | EURONICS Gaming   | Alternate Attax / Planetkey Dynamics  | Alternate Attax / Planetkey Dynamics  |
| 37 | Winter 2017 | Alternate Attax    | DIVIZON           | Berzerk / Planetkey Dynamics          | Berzerk / Planetkey Dynamics          |
| 38 | Spring 2018 | EURONICS Gaming    | DIVIZON           | PANTHERS Gaming / Alternate Attax     | PANTHERS Gaming / Alternate Attax     |
| 39 | Summer 2018 | Sprout             | EURONICS Gaming   | FriendlyFire / Alternate Attax        | FriendlyFire / Alternate Attax        |
| 40 | Winter 2018 | expert eSport      | Alternate Attax   | PANTHERS Gaming / Sprout              | PANTHERS Gaming / Sprout              |
| 41 | Spring 2019 | Alternate Attax    | Sprout            | Berzerk / expert eSport               | Berzerk / expert eSport               |
| 42 | Summer 2019 | Alternate Attax    | Sprout            | Unicorns of Love / expert eSport      | Unicorns of Love / expert eSport      |
| 43 | Winter 2019 | Sprout             | Alternate Attax   | Unicorns of Love / touch the crown    | Unicorns of Love / touch the crown    |
| 44 | Spring 2020 | Sprout             | BIG               | Unicorns of Love / Alternate Attax    | Unicorns of Love / Alternate Attax    |
| 45 | Autumn 2020 | Sprout             | BIG               | eSport Rhein-Neckar / Alternate Attax | eSport Rhein-Neckar / Alternate Attax |
| 46 | Spring 2021 | Sprout             | Unicorns of Love  | No Limit Gaming / Alternate Attax     | No Limit Gaming / Alternate Attax     |
| 47 | Autumn 2021 | Sprout             | No Limit Gaming   | REZIST                                | Unicorns of Love                      |
| 48 | Spring 2022 | Sprout             | cowana Gaming     | No Limit Gaming                       | BIG Academy                           |
| 49 | Autumn 2022 | BIG Academy        | Sprout            | Alternate Attax                       | ONYX Talents                          |
| 50 | Spring 2023 | BIG Academy        | Alternate Attax   | EPIC DUDES                            | Entropy Gaming                        |
| 51 | Autumn 2023 | Alternate Attax    | BIG Academy       | GHR E-Sports                          | Reveal Multigaming                    |

### FIFA
FIFA (Einzel)
| #   | Auflage     | Platz 1       | Platz 2    | Platz 3                    | Platz 4                    | Spielversion |
| --- | ----------- | ------------- | ---------- | -------------------------- | -------------------------- | ------------ |
| IX  | Winter 2006 | styla         | hero       | deto                       | aVar1ce                    | FIFA 06      |
| X   | Summer 2007 | styla         | hero       | deto                       | Era                        | FIFA 07      |
| XI  | Winter 2007 | styla         | Daimonde   | hero                       | BroDo                      | FIFA 07      |
| XII | Summer 2008 | hero          | niLssoN    | Era                        | Kr0ne                      | FIFA 08      |
| 16  | Summer 2010 | hero          | Era        | styla                      | daimonde                   | FIFA 10      |
| 25  | Winter 2013 | Sneijder      | M4rv       | SaLz0r / TaZz              | SaLz0r / TaZz              | FIFA 14      |
| 26  | Spring 2014 | Sneijder      | Poldi10    | Dmf1995 / M4rv             | Dmf1995 / M4rv             | FIFA 14      |
| 27  | Summer 2014 | Sneijder      | dawnsson   | Dmf1995 / M4rv             | Dmf1995 / M4rv             | FIFA 14      |
| 28  | Winter 2014 | deto          | SaLz0r     | Dr.Erhano / poldi10        | Dr.Erhano / poldi10        | FIFA 15      |
| 29  | Spring 2015 | SaLz0r        | M4rv       | Dr. Erhano / Sneijder      | Dr. Erhano / Sneijder      | FIFA 15      |
| 30  | Summer 2015 | TimoX         | Dr. Erhano | M4rv / Nova                | M4rv / Nova                | FIFA 15      |
| 31  | Winter 2015 | Dr. Erhano    | M4rv       | SaLz0r / TimoX             | SaLz0r / TimoX             | FIFA 16      |
| 32  | Spring 2016 | Mo_aubameyang | Gooku94    | AssiaKevin / TimoX         | AssiaKevin / TimoX         | FIFA 16      |
| 33  | Summer 2016 | TimoX         | Dr. Erhano | AssiaKevin / Mo_aubameyang | AssiaKevin / Mo_aubameyang | FIFA 16      |
| 34  | Winter 2016 | Mo_aubameyang | M4rv       | Idealz / TimoX             | Idealz / TimoX             | FIFA 16      |
| 35  | Spring 2017 | Cihan         | deto       | Mo_aubameyang / TimoX      | Mo_aubameyang / TimoX      | FIFA 17      |
| 36  | Summer 2017 | Mo_aubameyang | deto       | Cihan / TimoX              | Cihan / TimoX              | FIFA 17      |
| 37  | Winter 2017 | TheStrxngeR   | TimoX      | Cihan / STYLO              | Cihan / STYLO              | FIFA 18      |

FIFA (Team)
| #    | Auflage     | Platz 1        | Platz 2            | Platz 3            | Platz 4            | Spielversion |
| ---- | ----------- | -------------- | ------------------ | ------------------ | ------------------ | ------------ |
| III  | Winter 2003 | a-Losers       | pro-Gaming         | mTw                | pod virtual gaming | FIFA 03      |
| IV   | Summer 2004 | pro-Gaming     | SK Gaming          | Team64             | a-Losers           | FIFA 04      |
| V    | Winter 2004 | mTw            | pro-Gaming         | Team64             | High Fidelity      | FIFA 04      |
| VI   | Summer 2005 | mTw            | aTTaX              | SK Gaming          | mousesports        | FIFA 05      |
| VII  | Winter 2005 | mTw            | SK Gaming          | Team64             | Ocrana             | FIFA 05      |
| VIII | Summer 2006 | SK Gaming      | blank              | aTTaX              | mTw                | FIFA 06      |
| IX   | Winter 2006 | SK Gaming      | Team64             | a-Losers           | aTTaX              | FIFA 06      |
| X    | Summer 2007 | SK Gaming      | mTw                | TRIAD              | hoorai             | FIFA 07      |
| XI   | Winter 2007 | SK Gaming      | mTw                | mousesports        | n!faculty          | FIFA 07      |
| XII  | Summer 2008 | SK Gaming      | hoorai             | mTw                | Competo            | FIFA 08      |
| 13   | Winter 2008 | SK Gaming      | hoorai             | Competo            | nGize              | FIFA 08      |
| 14   | Summer 2009 | hoorai         | nGize              | pod virtual gaming | Competo            | FIFA 09      |
| 15   | Winter 2009 | nGize          | pod virtual gaming | mTw                | n!faculty          | FIFA 09      |
| 16   | Summer 2010 | SK Gaming      | Competo            | pod virtual gaming | Frankfurt 69ers    | FIFA 10      |
| 17   | Winter 2010 | SK Gaming      | myRevenge          | ESC Gaming         | Geh Ab Clan        | FIFA 10      |
| 18   | Summer 2011 | MeetYourMakers | Tera Mindfactory   | ESC Gaming         | mTw                | FIFA 11      |
| 19   | Winter 2011 | MeetYourMakers | KillerFish         | EnRo GRIFFINS      | myRevenge e.V.     | FIFA 11      |

### Hearthstone: Heroes of Warcraft
| #  | Auflage     | Platz 1             | Platz 2         | Platz 3                                | Platz 4                                |
| -- | ----------- | ------------------- | --------------- | -------------------------------------- | -------------------------------------- |
| 29 | Spring 2015 | MaynardTcoX (UX)    | Bors (Vination) | Seeker (UX) / Vascro (Killerfish)      | Seeker (UX) / Vascro (Killerfish)      |
| 30 | Sommer 2015 | MaynardTcoX (PENTA) | Ikarus (PENTA)  | NjiNjiNji (EURONICS) / Bors (Vination) | NjiNjiNji (EURONICS) / Bors (Vination) |
| 31 | Winter 2015 | Bloodbrother        | Bors            | DenimBlue7 / igor                      | DenimBlue7 / igor                      |

### League of Legends
| #  | Auflage     | Platz 1                    | Platz 2                     | Platz 3                                 | Platz 4                                 |
| -- | ----------- | -------------------------- | --------------------------- | --------------------------------------- | --------------------------------------- |
| 18 | Summer 2011 | SK Gaming                  | Competo Sports              | mortal Teamwork                         | Playground Avenue                       |
| 19 | Winter 2011 | Team Alternate             | Team Acer                   | Team Gamed!de                           | peculiar gaming                         |
| 20 | Spring 2012 | n!faculty                  | logiX                       | mortal Teamwork                         | peculiar gaming                         |
| 21 | Summer 2012 | Team Alternate             | mortal Teamwork             | logiX                                   | peculiar gaming                         |
| 22 | Winter 2012 | mousesports                | mates & more                | myRevenge                               | Team Gamed!de                           |
| 23 | Spring 2013 | ESC Gaming                 | n!faculty                   | Team Server-Forge                       | myRevenge                               |
| 24 | Summer 2013 | n!faculty                  | Coreplay                    | mousesports                             | Team Server-Forge                       |
| 25 | Winter 2013 | Planetkey Dynamics         | ESC Gaming                  | Playing Ducks / Vengeance eSports       | Playing Ducks / Vengeance eSports       |
| 26 | Spring 2014 | n!faculty                  | Tick Trick and Duck         | Playing Ducks / PENTA Sports            | Playing Ducks / PENTA Sports            |
| 27 | Summer 2014 | n!faculty                  | ESC Gaming                  | Team Alternate / Playing Ducks          | Team Alternate / Playing Ducks          |
| 28 | Winter 2014 | Playing Ducks              | n!faculty                   | Team crowd control / WOLVES Gaming      | Team crowd control / WOLVES Gaming      |
| 29 | Spring 2015 | mousesports                | EURONICS Gaming             | Evil Sharks / Planetkey Dynamics        | Evil Sharks / Planetkey Dynamics        |
| 30 | Summer 2015 | Euronics Gaming            | mousesports                 | No Need Orga / Team Popmog              | No Need Orga / Team Popmog              |
| 31 | Winter 2015 | Mysterious Monkeys         | Tick Trick & Duck           | Dynamite Ducks / PENTA Sports           | Dynamite Ducks / PENTA Sports           |
| 32 | Spring 2016 | Euronics Gaming            | EYES ON U                   | Atrox Gaming / Mysterious Monkeys       | Atrox Gaming / Mysterious Monkeys       |
| 33 | Summer 2016 | Euronics Gaming            | ESC Gaming                  | Mysterious Monkeys / Team Lioncast      | Mysterious Monkeys / Team Lioncast      |
| 34 | Winter 2016 | Iguana eSports             | Mysterious Monkeys          | Euronics Gaming / EYES ON U             | Euronics Gaming / EYES ON U             |
| 35 | Spring 2017 | Mysterious Monkeys         | Euronics Gaming             | Aequilibritas eSports / Alternate Attax | Aequilibritas eSports / Alternate Attax |
| 36 | Summer 2017 | Mysterious Monkeys Academy | Attempting to Reconnect e.V | Euronics Gaming / Alternate Attax       | Euronics Gaming / Alternate Attax       |
| 37 | Winter 2017 | SPG eSports                | Mysterious Monkeys          | Euronics Gaming / Wind and Rain         | Euronics Gaming / Wind and Rain         |
| 38 | Spring 2018 | Euronics Gaming            | SPG eSports                 | BIG                                     | Mysterious Monkeys                      |
| 39 | Summer 2018 | Euronics Gaming            | ad hoc gaming               | BIG                                     | mousesports                             |
| 40 | Winter 2018 | Euronics Gaming            | mousesports                 | SK Gaming                               | Aequilibritas eSports                   |
| 41 | Spring 2019 | mousesports                | SK Gaming Prime             | BIG / ad hoc gaming                     | BIG / ad hoc gaming                     |
| 42 | Summer 2019 | Euronics Gaming            | Schalke Evolution           | mousesports / ad hoc gaming             | mousesports / ad hoc gaming             |
| 43 | Winter 2019 | BIG                        | Euronics Gaming             | Schalke Evolution / ad hoc gaming       | Schalke Evolution / ad hoc gaming       |

### StarCraft
| #            | Auflage     | Platz 1                 | Platz 2                | Platz 3                                        | Platz 4                                        |           |
| StarCraft    | StarCraft   | StarCraft               | StarCraft              | StarCraft                                      | StarCraft                                      | StarCraft |
| ------------ | ----------- | ----------------------- | ---------------------- | ---------------------------------------------- | ---------------------------------------------- | --------- |
| VII          | Winter 2005 | Mondragon               | ScHnibL0r              | Rob                                            | Breakdown                                      |           |
| VIII         | Summer 2006 | Mondragon               | ScHnibL0r              | BrEaKdOwN                                      | AiR                                            |           |
| StarCraft II |             |                         |                        |                                                |                                                |           |
| 17           | Winter 2010 | Socke (ATN)             | ClouD (MYM)            | DeMusliM (mTw)                                 | GoOdy (ESC)                                    |           |
| 18           | Summer 2011 | Socke (ATN)             | HasuObs (mouz)         | Delphi (ESC)                                   | XlorD (MYM)                                    |           |
| 19           | Winter 2011 | Socke (ATN)             | GoOdy (ESC)            | Akki (apeX)                                    | Delphi (ATN)                                   |           |
| 20           | Spring 2012 | HasuObs (mouz)          | biGs (mouz)            | DarKFoRcE (ATN)                                | ClouD (ATN)                                    |           |
| 21           | Summer 2012 | Hanfy (Qnatek)          | HasuObs (mouz)         | Socke (ATN)                                    | GoOdy (ESC)                                    |           |
| 22           | Winter 2012 | monchi (XMG)            | XlorD (XMG)            | Socke (ATN)                                    | HasuObs (mouz)                                 |           |
| 23           | Spring 2013 | HasuObs (mouz)          | Socke (ATN)            | XlorD (XMG)                                    | monchi (XMG)                                   |           |
| 24           | Summer 2013 | HasuObs (mouz)          | Tarrantius (Planetkey) | Hanfy (AI)                                     | AcRo (Planetkey)                               |           |
| 25           | Winter 2013 | HeRoMaRinE (mouz)       | Socke (ATN)            | ShoWTimE (ESC) / HasuObs (mouz)                | ShoWTimE (ESC) / HasuObs (mouz)                |           |
| 26           | Spring 2014 | ShoWTimE (ESC)          | Patience (AI)          | HeRoMaRinE (mouz) / Hanfy                      | HeRoMaRinE (mouz) / Hanfy                      |           |
| 27           | Summer 2014 | HeRoMaRinE (mouz)       | ShoWTimE               | Golden (AI) / Patience (AI)                    | Golden (AI) / Patience (AI)                    |           |
| 28           | Winter 2014 | ShoWTimE (ATN)          | HeRoMaRinE (mouz)      | Socke (XMG) / GunGFuBanDa (Planetkey)          | Socke (XMG) / GunGFuBanDa (Planetkey)          |           |
| 29           | Spring 2015 | Lambo                   | HeRoMaRinE (mouz)      | GoOdy (ESC) / GunGFuBanDa (Planetkey)          | GoOdy (ESC) / GunGFuBanDa (Planetkey)          |           |
| 30           | Sommer 2015 | HeRoMaRinE (mouz)       | Lambo (Invasion)       | ShoWTimE / GunGFuBanDa (Planetkey)             | ShoWTimE / GunGFuBanDa (Planetkey)             |           |
| 31           | Winter 2015 | ShoWTimE                | HeRoMaRinE (mouz)      | Lambo (Invasion) / GunGFuBanDa (Planetkey)     | Lambo (Invasion) / GunGFuBanDa (Planetkey)     |           |
| 32           | Spring 2016 | HeRoMaRinE (mouz)       | Lambo (Invasion)       | ShoWTimE (Millenium) / GunGFuBanDa (Planetkey) | ShoWTimE (Millenium) / GunGFuBanDa (Planetkey) |           |
| 33           | Sommer 2016 | GunGFuBanDa (Planetkey) | Hanfy (Euronics)       | HeRoMaRinE (mouz) / Lambo (Invasion)           | HeRoMaRinE (mouz) / Lambo (Invasion)           |           |

### TrackMania
| #                          | Auflage                    | Platz 1                    | Platz 2                    | Platz 3                    | Platz 4                    |                            |
| TrackMania Nations Forever | TrackMania Nations Forever | TrackMania Nations Forever | TrackMania Nations Forever | TrackMania Nations Forever | TrackMania Nations Forever | TrackMania Nations Forever |
| -------------------------- | -------------------------- | -------------------------- | -------------------------- | -------------------------- | -------------------------- | -------------------------- |
| 17                         | Winter 2010                | gaLLo                      | oNio                       | v4L1um                     | h0mie                      |                            |
| 18                         | Summer 2011                | oNio                       | gaLLo                      | v4L1um                     | DeviL                      |                            |
| 19                         | Winter 2011                | gaLLo                      | Scream                     | v4L1um                     | pokeY                      |                            |

### WarCraft III
| #                     | Auflage             | Platz 1             | Platz 2             | Platz 3             | Platz 4             |                     |
| WarCraft III (Team)   | WarCraft III (Team) | WarCraft III (Team) | WarCraft III (Team) | WarCraft III (Team) | WarCraft III (Team) | WarCraft III (Team) |
| --------------------- | ------------------- | ------------------- | ------------------- | ------------------- | ------------------- | ------------------- |
| I                     | Winter 2002         | Orcish Empire       | Fire Factory        | mTw                 | Ocrana              |                     |
| WarCraft III (Einzel) |                     |                     |                     |                     |                     |                     |
| II                    | Summer 2003         | JanThePig           | Thagor              | Twinsen             | Tak3r               |                     |
| III                   | Winter 2003         | HoRRoR              | Kookian             | LasH                | JanThePig           |                     |
| IV                    | Summer 2004         | Miou                | Kookian             | Tak3r               | LasH                |                     |
| V                     | Winter 2004         | Miou                | Ravage              | Tak3r               | Take                |                     |
| VI                    | Summer 2005         | Miou                | Spell               | Lash                | Tak3r               |                     |
| VII                   | Winter 2005         | Miou                | Spell               | Hanf                | fire_de             |                     |
| VIII                  | Summer 2006         | Miou                | Spell               | Protois             | Hanf                |                     |
| IX                    | Winter 2006         | Miou                | Spell               | fire_de             | Hanf                |                     |
| X                     | Summer 2007         | HasuObs             | Miou                | Thurisaz            | Protois             |                     |
| XI                    | Winter 2007         | HasuObs             | Protois             | hanf                | Miou                |                     |
| XII                   | Summer 2008         | Xlord               | HLA                 | iNSoLeNCE           | Miou                |                     |
| 13                    | Winter 2008         | Xlord               | yAwS                | HasuObs             | Miou                |                     |
| 14                    | Summer 2009         | Xlord               | dArk                | S.o.K.o.L           | HLA                 |                     |
| 15                    | Winter 2009         | yAwS                | Reign               | Xlord               | S.o.K.o.L           |                     |
| 16                    | Summer 2010         | HasuObs             | Dolorian            | Xlord               | S.o.K.o.L           |                     |
| 44                    | Spring 2020         | Xlord               | Spiral              | ToD / WaN           | ToD / WaN           |                     |
| 45                    | Autumn 2020         | Xlord               | EnTe                | ToD / WaN           | ToD / WaN           |                     |
| 46                    | Spring 2021         | Xlord               | WaN                 | ToD / EnTe          | ToD / EnTe          |                     |

## Alpen (Österreich, Schweiz und Liechtenstein)

### Counter-Strike
Counter-Strike 1.6
| #    | Auflage     | Platz 1      | Platz 2         | Platz 3                | Platz 4              |
| ---- | ----------- | ------------ | --------------- | ---------------------- | -------------------- |
| I    | Winter 2005 | plan-B       | RANDOM Gaming   | iP.black               | ancientz swoop       |
| II   | Sommer 2006 | plan-B       | Lemon-Crew      | endless inspiration    | 3rd Media            |
| I    | Winter 2006 | monster      | plan-B          | Lemon-Crew             | ARTLEZ               |
| IV   | Sommer 2007 | n!faculty    | Ultima Ratio    | plan-B                 | TBH.eSports          |
| V    | Winter 2007 | n!faculty    | BioXar.FortKnox | Ultima Ratio           | JustPlay             |
| VI   | Sommer 2008 | NoWAYouT     | plan-B          | n!faculty              | Ultima Ratio         |
| VII  | Winter 2008 | Ultima Ratio | ARTLEZ          | plan-B                 | You Don’t Know Me    |
| VIII | Sommer 2009 | plan-B       | Ultima Ratio    | ARTLEZ                 | Dynamite             |
| IX   | Sommer 2010 | plan-B       | BAHURWA         | Stofftiere Online e.V. | wurde nicht vergeben |
| X    | Winter 2011 | plan-B       | They Kick Ass   | SFTO eSports           | ieS Virtual Gaming   |

Counter-Strike Source
| #    | Auflage     | Platz 1           | Platz 2      | Platz 3                | Platz 4            |
| ---- | ----------- | ----------------- | ------------ | ---------------------- | ------------------ |
| VI   | Sommer 2008 | 360eSports        | GUMMI        | JustPlay               | Ultima Ratio       |
| VII  | Winter 2008 | You Don’t Know Me | Tera-Gaming  | They Kick Ass          | endeffect.be-quiet |
| VIII | Sommer 2009 | You Don’t Know Me | Ultima Ratio | Stofftiere Online e.V. | Team 123           |
| IX   | Sommer 2010 | plan-B            | TBH.ASUS     | JustPlay               | CKRAS Gaming       |
| X    | Winter 2011 | energy-WAVE e.V.  | SFTO eSports | Team Hardware4u        | IRONFORGE GAMING   |

### FIFA
| #    | Auflage     | Platz 1 | Platz 2    | Platz 3     | Platz 4                     |
| ---- | ----------- | ------- | ---------- | ----------- | --------------------------- |
| II   | Sommer 2006 | mario   | vamp       | Spidi       | UserTheBest                 |
| III  | Winter 2006 | vamp    | mario      | UserTheBest | Mulli                       |
| IV   | Sommer 2007 | mario   | Celi       | Rapidler    | vamp                        |
| V    | Winter 2007 | Rafty   | mario      | vamp        | Royalstar                   |
| VI   | Sommer 2008 | mario   | raYden     | Rafty       | Kategorie C                 |
| VII  | Winter 2008 | mario   | Mirodeniro | Lutti_1     | PATR1CK                     |
| VIII | Sommer 2009 | mario   | gimli      | n3co        | Mirodeniro                  |
| IX   | Sommer 2010 | gimli   | mario      | n3co        | Kategorie C (trat nicht an) |

### WarCraft III
| #   | Auflage     | Platz 1    | Platz 2    | Platz 3    | Platz 4 |
| --- | ----------- | ---------- | ---------- | ---------- | ------- |
| I   | Winter 2005 | Firestrike | BeCreative | Wulverate  | davy    |
| II  | Sommer 2006 | davy       | Firestrike | BeCreative | MaNuS   |
| III | Winter 2006 | Firestrike | davy       | MaNuS      | MarviE  |
| IV  | Sommer 2007 | Firestrike | MaNuS      | davy       | genes1s |
| V   | Winter 2007 | Firestrike | MaNuS      | WuLvEraTe  | rulaZ   |
| VI  | Sommer 2008 | MaNuS      | Firestrike | davy       | rulaZ   |

### Starcraft II
| # | Auflage     | Platz 1  | Platz 2 | Platz 3 | Platz 4 |
| - | ----------- | -------- | ------- | ------- | ------- |
| X | Winter 2011 | bioboyAT | Schwi   | Rigety  | RyF     |

### TrackMania
| #  | Auflage     | Platz 1 | Platz 2 | Platz 3  | Platz 4 |
| -- | ----------- | ------- | ------- | -------- | ------- |
| IX | Sommer 2010 | PeZi    | hr.mann | Markus10 | Fruit   |